# John Cleese
John Marwood Cleese (Weston-super-Mare,  Somerset, 27 oktober 1939) is een Brits acteur, scenarioschrijver, komiek en filmmaker.

## Biografie
Cleese werd geboren in het dorp Uphill, ten zuiden van Weston-super-Mare, Somerset, als enig kind van Muriel Cross (1899-2000) en de verzekeringsagent Reginald Francis Cleese (1893-1972). De familienaam was aanvankelijk 'Cheese', maar zijn vader veranderde die in 1915 in 'Cleese', omdat hij ermee gepest werd.
Doordat er veel meer studenten waren dan studieplekken kon Cleese niet direct gaan studeren. Daarom ging hij op 19-jarige leeftijd doceren aan zijn oude school St. Peter Preparatory School in Weston-super-Mare. Hier doceerde hij twee jaar lang: Wetenschapsvakken, Engels, Aardrijkskunde, Geschiedenis en Latijn. Cleese studeerde in 1963 af aan Downing College van de Universiteit van Cambridge, maar met die rechtenstudie heeft hij, behoudens als universiteitsrector, professioneel nooit iets gedaan. In hetzelfde jaar schreef hij het scenario voor de revue Cambridge Circus die opgevoerd werd in Londen, in Nieuw-Zeeland en op Broadway. Daarna speelde hij enige tijd zelf op Broadway en Off-Broadway. Hij ontmoette toekomstig Monty Python-lid Terry Gilliam toen hij optrad in de musical Half a Sixpence en ook de Amerikaanse actrice Connie Booth, met wie hij op 20 februari 1968 huwde.

### Carrière
Cleese kreeg snel werk als schrijver voor de BBC Radio, onder andere als sketchschrijver voor The Dick Emery Show. In 1965 begon hij samen met Graham Chapman voor de BBC-televisie te schrijven aan The Frost Report, een satirisch programma van David Frost, waarin Cleese ook rolletjes had. Ook de latere Monty Python-leden Eric Idle, Terry Jones en Michael Palin schreven eraan mee. Hier ontwikkelden ze de schrijfstijl die typisch zou zijn voor hun latere samenwerking. In 1967 werkte hij mee aan At Last the 1948 Show, waarin hij ook sketches speelde met Marty Feldman. Hij nam in 1968 met Booth, Chapman en Palin deel aan How to Irritate People, een door David Frost geproduceerde sketch show voor de Amerikaanse markt. Tevens schreef hij mee aan het script van de film The Magic Christian uit 1969 (met Ringo Starr en Peter Sellers in de hoofdrollen), waarin hij ook een cameo had.
Cleese werd in het bijzonder bekend door zijn deelname aan Monty Python's Flying Circus (1969-1974), een BBC-televisieshow die ook buiten het Verenigd Koninkrijk erg populair werd door de absurde humor en de vernieuwende surrealistische animaties. Cleese speelde vaak een pompeuze Engelsman, een uitgestreken ambtenaar of een driftige sergeant-majoor. Tot zijn populaire sketches behoren The Ministry of Silly Walks en de Dead Parrot Act.
Van 1970 tot 1973 was Cleese de rector van de Universiteit van St Andrews. Zijn verkiezing markeerde een sprong voorwaarts in de modernisering van de oudste universiteit van Schotland. Hij maakte van zijn positie gebruik door een aantal verbeteringen in de rechten van de studenten door te voeren.
Samen met Connie Booth maakte hij voor de BBC de televisiereeks Fawlty Towers (1975 en 1979), waarin hij zelf de blunderende en opvliegende hoteleigenaar Basil Fawlty speelde. Hoewel er slechts twaalf afleveringen werden gemaakt, geldt de serie als een klassieker onder de Britse sitcoms, mede door de andere hoofdrollen: Booth, Prunella Scales en Andrew Sachs. Ook had hij gastoptredens in The Muppet Show en Cheers (voor zijn rol in de laatste won hij een Emmy). In Nederland was Cleese eind jaren zeventig te zien in een aantal bioscoopreclames ("Giroblauw") van de Postgiro (later de Postbank).
Monty Python kwam nog drie keer bijeen voor speelfilms. In 1975 kwam Monty Python and the Holy Grail uit, in 1979 de satirische film Monty Python's Life of Brian en in 1983 Monty Python's The Meaning of Life. In 1985 had hij een rol als de sheriff in de western Silverado van Lawrence Kasdan en in 1986 speelde hij de hoofdrol in de humoristische film Clockwise. Later speelde Cleese in enkele andere speelfilms, waaronder de door hemzelf geschreven en geproduceerde films A Fish Called Wanda (1988) en Fierce Creatures (1997), beide met Jamie Lee Curtis, Kevin Kline en Michael Palin. Hij speelde de rol van 'R' in de James Bondfilm The World Is Not Enough (1999) en die van 'Q' in Die Another Day (2002). In 2001 en 2002 was hij "Nearly Headless Nick" in twee Harry Potter-films. Ook speelde hij rollen in instructiefilms voor commerciële trainingen, zoals Meetings, Bloody Meetings and More Bloody Meetings. Vrij bekend werd How not to exhibit yourself (Op beurzen niet te kijk staan).

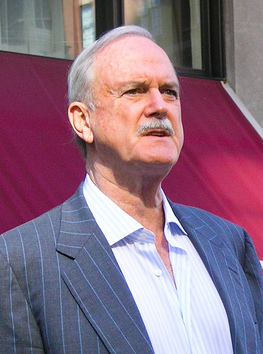
John Cleese in 2008

Sinds 2005 is Cleese vooral actief als stemacteur in films en tekenfilms. Hij leende zijn stem aan onder meer Samuel in Charlotte's Web (2006) en koning Harold in Shrek 2 (2004), Shrek 3 (2007) en Shrek Forever After (2010). Als butler Jasper is hij te horen in Fable III.
In juni 2006 kondigde Cleese aan te stoppen met het spelen in en schrijven van sitcoms. Als reden gaf hij zijn leeftijd en het feit dat het toch nooit beter zou kunnen worden dan Fawlty Towers. Wel zei hij een boek te willen schrijven over de geschiedenis van de comedy.
In 2014 kwam de Monty Python-groep, zonder de overleden Graham Chapman, weer bij elkaar voor een reünie. De optredens trokken volle zalen. In 2016 trad Cleese met zijn show The Last Time To See Me Before I Die op in onder meer Nederland en België.
Ondanks zijn eerdere besluit te stoppen met acteren, was Cleese in 2018 opnieuw te zien in een sitcom van de BBC - Hold the Sunset.

## Eerbewijzen
Voor zijn rol in A Fish Called Wanda won hij een BAFTA en werd hij voor het scenario genomineerd voor een Oscar. Hij vertelde de pers in 2011 dat hij een hem in 1996 toegekende CBE had afgewezen "omdat ik ze stom vind". Hij voegde eraan toe dat partijleider Paddy Ashdown van de door Cleese gesteunde Liberal Democrats hem in 1999 in de adelstand had willen laten verheffen zodat hij zou kunnen toetreden tot het Hogerhuis. Cleese zou dit hebben afgewezen om niet verplicht te zijn de winters in Engeland door te brengen. De maki Avahi cleesei is naar hem genoemd ter ere van zijn inzet voor de natuurbescherming in films als Fierce Creatures en documentaires als Born to be Wild: Operation Lemur With John Cleese. Ook naar hem genoemd is de planetoïde 9618 Johncleese.  In 2016 werd hem voor zijn hele oeuvre de Rose d’Or toegekend.

## Huwelijken
Zijn huwelijk met Connie Booth hield tien jaar stand, tot 1978 en in 1971 kregen ze een dochter. Net als Booth was ook zijn tweede echtgenote Barbara Trentham, met wie hij van 1981 tot 1990 getrouwd was, een Amerikaanse actrice. Ook met haar kreeg hij een dochter, in 1984. Van 1992 tot 2008 was hij getrouwd met de Amerikaanse psychotherapeut Alyce Faye Eichelberger en in 2012 vond zijn vierde huwelijk plaats met het vroegere Britse fotomodel Jennifer Wade.
Cleese schreef samen met familietherapeut Robin Skynner twee boeken in dialoogvorm over relaties. Families and How to Survive Them (1984) en Life and How to Survive It (1993) werden bestsellers.

## Filmografie
- Hold the Sunset (2018) - Phil
- Spud 3: Learning to Fly (2014) - The Guv
- Spud 2: The Madness Continues (2013) - The Guv
- Planes (2013) - Bulldog (stem)
- The Big Year (2011) - Historical Montage Verteller (stem)
- Winnie the Pooh (2011) - Verteller (stem)
- Legend of the Guardians: The Owls of Ga'Hoole (2010) - Geest (stem)
- Spud (2010) - The Guv
- Shrek Forever After (2010) - King Harold (stem)
- Planet 51 (2009) - Professor Kipple (stem)
- Entourage (2009) - Zichzelf (seizoen 7, aflevering: Love Yourself)
- The Pink Panther Deux (2009) - Inspecteur Dreyfus
- The Day the Earth Stood Still (2008) - Dr. Barnhardt
- Igor (2008) - Dr. Glickenstein (stem)
- Shrek the Third (2007) - King Harold (stem)
- Charlotte's Web (2006) - Samuel the Sheep (stem)
- L'entente cordiale (2006) - Lord Conrad
- Man About Town (2006) - Dr. Primkin
- Complete Guide to Guys (2006) - British Expert
- Valiant (2005) - Mercury (stem)
- Around the World in 80 Days (2004) - Grizzled Sergeant
- Shrek 2 (2004) - King (stem)
- Education Tips No. 41: Choosing a Really Expensive School (Video, 2003) - Prof. Dik Bonkers/Dr. Ken Enron Chaney
- George of the Jungle 2 (2003) - Ape (stem)
- Charlie's Angels: Full Throttle (2003) - Mr. Munday
- Scorched (2003) - Charles Merchant
- Die Another Day (2002) - Q
- Harry Potter and the Chamber of Secrets (2002) - Nearly Headless Nick ("Haast onthoofde Henk")
- Pinocchio (2002) - The Talking Crickett (stem)
- The Adventures of Pluto Nash (2002) - James
- Wednesday 9:30 (8:30 Central) (televisieserie) - Red Lansing (2002)
- Mickey's House of Villains (2002) - Verteller
- Mickey's Magical Christmas: Snowed in at the House of Mouse (Video, 2001) - Verteller
- Harry Potter and the Philosopher's Stone (2001) - Nearly Headless Nick (Haast onthoofde Henk)
- Rat Race (film) (2001) - Donald P. Sinclair
- H.M.O. (televisiefilm, 2001) - Dr. Larry King
- The Magic Pudding (2000) - Albert, the Magic Pudding (stem)
- Quantum Project (2000) - Alexander Pentcho
- Isn't She Great (2000) - Henry Marcus
- The World Is Not Enough (1999) - R
- The Out-of-Towners (1999) - Mr. Mersault
- Parting Shots (1999) - Maurice Walpole
- George of the Jungle (1997) - An Ape Named 'Ape' (stem)
- Fierce Creatures (1997) - Rollo Lee
- The Wind in the Willows (1996) - Mr. Toad's Lawyer
- Look at the State We're In! (miniserie, 1995) - Minister
- The Jungle Book (1994) - Dr. Julien Plumford
- The Swan Princess (1994) - Jean-Bob (stem)
- Frankenstein (1994) - Professor Waldman
- Splitting Heirs (1993) - Raoul P. Shadgrind
- An American Tail: Fievel Goes West (1991) - Cat R. Waul (stem)
- Bullseye! (1990) - Man on the Beach in Barbados Who Looks Like John Cleese
- Grime Goes Green: Your Business and the Environment (1990) - Mr. Grime
- Erik the Viking (1989) - Halfdan the Black
- The Big Picture (1989) - Bartender Frankie
- A Fish Called Wanda (1988) - Archie Leach
- Baby Quark (1987) - Verteller
- Quark and the Highway Robber (1987) - Verteller
- Clockwise (1986) - Brian Stimpson
- Silverado (1985) - Sheriff John T. Langston
- Yellowbeard (1983) - Harvey 'Blind' Pew
- The Meaning of Life (1983) - Verschillende rollen
- Monty Python Live at the Hollywood Bowl (1982) - Verschillende rollen
- Privates on Parade (1982) - Major Giles ck
- Time Bandits (1981) - Robin Hood
- The Great Muppet Caper (1981) - Neville
- The Taming of the Shrew (televisiefilm, 1980) - Petruchio
- Peter Cook & Co. (1980) - Verschillende rollen
- Fawlty Towers (televisieserie) - Basil Fawlty (12 afl., 1975, 1979)
- Life of Brian (1979) - Verschillende rollen
- I'd Like a Word with You (1979) - Ethelred the Unready/Ivan the Terrible/William the Silent
- To Norway, Home of Giants (televisiefilm, 1979) - Norman Fearless
- The Strange Case of the End of Civilization as We Know It (1977) - Arthur Sherlock Holmes
- The Mermaid Frolics (televisiefilm, 1977) - Verschillende rollen
- Pleasure at Her Majesty's (televisiefilm, 1976) - Verschillende rollen
- Monty Python and the Holy Grail (1975) - Verschillende rollen
- Romance with a Double Bass (1974) - Musician Smychkov
- The Goodies and the Beanstalk (televisiefilm, 1973) - The Genie
- Monty Python's Flying Circus (televisieserie) - Verschillende rollen (41 afl., 1969-1974)
- The Love Ban (1973) - Contraceptives Lecturer
- Sez Les (televisieserie, 1971 - 1974) - Verschillende rollen
- And Now for Something Completely Different (1971) - Verschillende rollen
- The Statue (1971) - Harry
- The Rise and Rise and Michael Rimmer (1970) - Pumer
- The Magic Christian (1969) - Mr. Dougdale (director in Sotheby's)
- Light Entertainment Killers (televisiefilm, 1969) - Rol onbekend
- How to Irritate People (televisiefilm, 1968) - Verschillende rollen
- At Last the 1948 Show (televisieserie) - Verschillende rollen (1967)
- The Frost Report (televisieserie) - Verschillende rollen (1966-1967)

## Trivia
- Cleese was in 2014 te gast in het programma College Tour; in Carré werd hij geïnterviewd door Twan Huys.[7]
- In 2016 heropende Cleese de Dommeltunnel in Eindhoven, die was versierd met Silly Walks-graffiti gemaakt door graffitikunstenaars van Studio Giftig.[8]